# Gonçalo Mendes Amado
Gonçalo Mendes Amado (1300 -?) foi um nobre do Reino de Portugal sendo em Lamego Senhor da Quinta de Quebrantões. Foi igualmente detentor dos senhorios das vilas de Penela e Trevões.

## Relações familiares
Foi filho de  Mem Gonçalves Amado (1275 – 18 de Agosto de 1352), senhor de Penela e de Aldonça da Fonseca (1280 -?) filha de Lourenço Roiz da Fonseca (1250 -?) e de Aldonça Anes Botelho. Casou com Maria Anes de Fornelos (1310 -?) filha de João Fernandes de Castro e de D. Rica Fernandes Torrichão (1280 -?), de quem teve:
1. João Gonçalves Amado (1335 -?) casou com Elvira Martins de Alvelos (1345 -?) filha de Martim Domingues, 1320 e de Maria Esteves,
2. Lourenço Anes Amado,
3. Álvaro Anes Amado,
4. Maria Anes Amado casou com N. Pegado.